# تريشيا كوك
تريشيا كوك (بالإنجليزية: Tricia Cooke)‏ (و. 1965  م) هي مونتيرة أمريكية.

## وصلات خارجية
- تريشيا كوك على موقع IMDb (الإنجليزية)
- تريشيا كوك على موقع ألو سيني (الفرنسية)
- تريشيا كوك على موقع أول موفي (الإنجليزية)
- تريشيا كوك على موقع قاعدة بيانات الأفلام السويدية (السويدية)
- تريشيا كوك على موقع قاعدة بيانات الفيلم (الإنجليزية)
- تريشيا كوك على موقع كينوبويسك (الروسية)